# Ard Korporaal
Ard Korporaal is een Nederlands voormalig  korfballer en huidige Korfbal League korfbalcoach. Korporaal stond als hoofdcoach van Fortuna 5 maal in de finale van de Korfbal League. Daarvan won hij er 2. Daarnaast is Korporaal de langst zittende coach in de Korfbal League, aangezien hij al sinds 2011 als coach voor de hoofdmacht van de club staat. Ard is zoon van korfballegende Theo Korporaal, die onder andere voorzitter was van Fortuna. Korporaal won 2 maal de prijs voor Beste Coach in Korfbal League, in 2018 en 2019.
Als coach van Fortuna won Korporaal 2x de Korfbal League, in 2019 en 2022.

## Speler

### Fortuna
Korporaal werd op 5-jarige leeftijd lid van Fortuna uit Delft. Op dat moment was hij ook welp bij voetbalvereniging HBS Den Haag.
Hij speelde een tijd lang beide sporten, maar ging uiteindelijk voor korfbal. Hij doorliep zijn korfbalopleiding bij Fortuna en speelde altijd in de topteams in de jeugd.
In zijn seniorenperiode was Korporaal net niet goed genoeg voor een vaste plaats in 1 bij Fortuna. Hij wilde graag op het hoogste niveau spelen op vaste basis en ging daarom in 1999 in op een aanbod van een andere Delftse korfbalclub, namelijk Excelsior. Op dat moment was Hans Heemskerk de hoofdcoach en hij bood Korporaal een plek aan in 1. Ard stapte over, ondanks dat op dat moment zijn vader Theo voorzitter was bij Fortuna.

### Excelsior
In 2002 promoveerde Korporaal met Excelsior in de veldcompetitie naar de Hoofdklasse.
In seizoen 2002-2003 behaalde Excelsior slechts 2 punten in de Hoofdklasse en degradeerde daardoor direct terug.
Hetzelfde gebeurde in 2006 - ook toen werd promotie op het veld bereikt. De ploeg degradeerde ook na 1 jaar in de Hoofdklasse.
Korporaal stopte in 2009 als actieve speler, na een periode van 10 jaar in de hoofdmacht van Excelsior.

## Coach

### Fortuna
Na zijn periode als actieve speler, ging Korporaal zich richten op een coachingscarrière. Hij begon met coachen bij DES uit Delft.
In 2010 werd hij benaderd door 2 clubs voor een coachingsfunctie. Eerst door Die Haghe dat hoofdklasse speelde, maar ook door de club waar hij zelf begon met korfbal, Fortuna/MHIR. Fortuna wilde een nieuwe weg inslaan, had gebroken met vertrekkend coach Wouter Blok en had Joost Preuninger vastgelegd als nieuwe coach van de selectie. Echter wilde de club een partner voor Joost, aangezien hij nog weinig ervaring had.
Vanaf seizoen 2011-12 waren Ard Korporaal en Joost Preuninger de twee hoofdcoaches van de club. Op dat moment was dat vrij bijzonder, aangezien bijna elke club met slechts 1 hoofdcoach werkte.
In seizoen 2011-2012 werd Fortuna 4e in de zaal en kwam het in de play-offs Koog Zaandijk tegen. Fortuna verloor deze play-off serie in 2 wedstrijden.
In de veldcompetitie van dit seizoen kwam Fortuna 1 punt tekort om zich te plaatsen voor de kruisfinales.
In Korporaal's derde seizoen als coach, 2012-2013 had Fortuna een sterk zaalseizoen. Na de reguliere competitie stond de ploeg 2e en kwam het in de play-offs weer Koog Zaandijk tegen, net als het jaar ervoor. Fortuna won de play-off serie en stond zodoende voor de eerste keer in de geschiedenis van de Korfbal League oprichting in de zaalfinale. Tegenstander in de finale werd PKC. De wedstrijd ging gelijk op tot in de laatste minuut van de wedstrijd toen Mady Tims PKC op 20-19 voorsprong zette. Fortuna kon niet meer counteren en verloor de zaalfinale. Dit zou ook de laatste zaalwedstrijd van Fortuna's topspeler Barry Schep zijn, want na dit seizoen stopte hij.
In seizoen 2013-2014 werd Fortuna 3e in de zaalcompetitie. In de play-offs kwam het PKC tegen. Fortuna verloor de best-of-3 serie in 2 wedstrijden.
In de veldcompetitie stonden Fortuna en PKC tegenover elkaar in de kruisfinale. Dit maal won Fortuna de kruisfinale met 23-20, waardoor het zich plaatste voor de Nederlandse veldfinale. Fortuna kwam in de finale Koog Zaandijk tegen en Korporaal zette in de basis het jonge talent Daan Preuninger binnen de lijnen. De wedstrijd werd uiteindelijk met 17-15 verloren.
In Korporaal's vijfde seizoen als coach, 2014-2015 had de ploeg het wat lastiger na het stoppen van Barry Schep. Uiteindelijk werd Fortuna in de zaal 5e, net 2 punten tekort voor een play-off plaats. In de veldcompetitie werd wel de kruisfinale gehaald. In deze kruisfinale werd Fortuna met 25-15 verslagen door PKC.
In het seizoen erna, 2015-2016 was het einde van het zaalseizoen zuur, net als het seizoen ervoor. Nu werd Fortuna echter op basis van onderling resultaat met Koog Zaandijk 5e, waardoor het voor het tweede jaar op rij de play-offs miste. Wel werd de kruisfinale op het veld bereikt, maar in deze wedstrijd was TOP te sterk met 20-10.
Seizoen 2016-2017 was een seizoen van verandering binnen Fortuna. Voorafgaand aan het seizoen had de club Nik van der Steen aangetrokken van KCC om de club aanvallender te maken. Dit moest nog op elkaar worden afgestemd, want in dit seizoen werd Fortuna in de zaal 8e, wat het slechtste resultaat was van de club sinds de oprichting van de Korfbal League. Ook op het veld werd geen nacompetitie gespeeld. Na dit seizoen stopte medecoach Joost Preuninger.
Korporaal bleef aan als coach en vond in Damien Folkerts een nieuw coachingspartner. Ook werd aan Thomas Reijgersberg gevraagd weer deel te nemen aan het team.
Hierdoor werd seizoen 2017-2018 een seizoen met meer glans. Na 2 jaar zonder play-offs, werd Fortuna in dit seizoen 4e en stond het weer in de nacompetitie. In de best-of-3 play-off serie won Fortuna verrassend van titelfavoriet PKC, waardoor het in de zaalfinale terecht kwam. Fortuna trof TOP in de finale, maar verloor met 24-20. 
Iets later, in de veldcompetitie versloeg Fortuna TOP in de kruisfinale met 22-19, waardoor het zich plaatste voor de veldfinale. In de veldfinale bleek PKC te sterk met 20-17. Ondanks het feit dat Fortuna geen finale won, was het terug aan de top van Nederland door in 1 seizoen in beide finales te staan. Aan het eind van dit seizoen werden Korporaal en Folkerts gekroond tot Beste Korfbal Coaches van het Jaar.
Voorafgaand aan seizoen 2018-2019 werd Fortuna versterkt met Fleur Hoek, een international met groot scorend vermogen. In dit seizoen plaatste Fortuna zich als 4e voor de play-offs en kwam het de titelhouder TOP tegen. Fortuna won de best-of-3 serie in 2 wedstrijden en stond zodoende voor het tweede jaar op rij in de zaalfinale. In de zaalfinale werd PKC met 21-19 verslagen, waardoor Fortuna Nederlands kampioen werd. Ook dit jaar kregen Folkerts en Korporaal de prijs van Beste Korfbal Coaches van het Jaar.
Fortuna mocht als Nederlands zaalkampioen deelnemen aan de Europacup van 2020. Fortuna won de poulewedstrijden en stond in de finale tegen het Belgische Kwik. Fortuna won de finale met 34-18, waardoor het ook de Europacup veroverde.
In eigen competitie in seizoen 2019-2020 deed Fortuna ook goede zaken. Fortuna lag in beide competities (veld en zaal) op play-off koers, echter gooide COVID-19 roet in het eten. Beide competities werden stilgelegd en niet meer uitgespeeld.
Seizoen 2020-2021 werd het 11e onafgebroken seizoen voor Korporaal als de coach van Fortuna, een record binnen de Korfbal League. Voor dit seizoen had Fortuna zich weer iets aanvaller gemaakt, door zich te versterken met Harjan Visscher. Het wierp vruchten af, want Fortuna plaatste zich ongeslagen voor de play-offs. In een andere opzet (vanwege COVID-19) won Fortuna de eerste play-off ronde van LDODK en in de tweede play-off ronde werd gewonnen van Koog Zaandijk, waardoor Fortuna voor het derde jaar op rij in de zaalfinale stond. In deze finale bleek echter PKC te sterk met 22-18.
In seizoen 2021-2022 deed Fortuna wederom goede zaken in de zaalcompetitie. De ploeg was versterkt met Mick Snel en Celeste Split en dat had positief effect op de ploeg. Gedurdende het reguliere seizoen verloor Fortuna slechts 1 wedstrijd en plaatste zich als nummer 1 voor de play-offs. In de play-offs trof Fortuna concurrent Koog Zaandijk, maar Fortuna won in 2 wedstrijden. Hierdoor plaatste Fortuna zich voor het 4e jaar op rij voor de zaalfinale. In de finale was PKC de tegenstander. In een Ahoy, waar weer publiek bij mocht zijn, werd het een spannende wedstrijd. Fortuna won de wedstrijd met 22-21, waardoor het weer Nederlands zaalkampioen was.
In seizoen 2022-2023 had Fortuna een seizoen met ups en downs. Zo speelde de ploeg gedurende de competitie maar liefst 4 keer gelijk. Uiteindelijk stond de ploeg na de reguliere competitie wel op de tweede plek, waardoor ze zich hadden geplaatst voor de play-offs. In de best-of-3 serie was DVO de tegenstander. Fortuna won de eerste wedstrijd overtuigend met 29-19, maar verloor het de tweede en derde (beslissende) wedstrijd. Hierdoor plaatste Fortuna zich niet voor de zaalfinale, waardoor het was onttroond als zaalkampioen.
Iets later, in de veldcompetitie stond Fortuna na de reguliere competitie op de 1e plaats in de Ereklasse A. In de kruisfinale won Fortuna met 21-18 van DVO, waardoor Fortuna zich plaatste voor de veldfinale. In deze veldfinale was PKC de tegenstander. PKC won de finale met 18-13.
Seizoen 2023-2024 werd het 13e en tevens laatste seizoen van Korporaal bij Fortuna. In dit seizoen lukt het Fortuna net niet om zich te plaatsen voor de play-offs. Hiermee kwam een eind aan een periode waarin Fortuna steevast meedeed aan de nacompetitie.
Iets later, in de veldcompetitie deed Fortuna wel goede zaken. De ploeg ging ongeslagen naar de kruisfinale, waar Fortuna met 12-11 PKC versloeg. Hierdoor plaatste Fortuna zich voor het tweede jaar op rij voor de Nederlandse veldfinale. Echter ging het in de finale tegen DVO mis; Fortuna verloor de finale met 20-13 waardoor de ploeg genoegen moest nemen met de 2e plaats van Nederland.

## Bondscoach Oranje
In augustus 2023 werd door het KNKV bekendgemaakt dat Korporaal per 2024 de nieuwe bondscoach van het Nederlands korfbalteam werd. Hij verving hiermee vertrekkend bondscoach Jan Niebeek. Europees kampioenschap korfbal 2024 is het eerste grootte toernooi van Korporaal als bondscoach. Korporaal heeft als extra doelstelling om een aanvalspercentage van zestig procent halen. In de finale tegen België won Nederland, maar werd de extra doelstelling niet gehaald. Oranje scoorde negenendertig procent; bijna vier van de tien kansen waren raak.

## Erelijst
- Korfbal League kampioen, 2x (2019, 2022)
- Europacup kampioen, 1x (2020)
- Beste Coach van het Jaar, 2x (2018, 2019)
- Europees kampioen met Nederlands korfbalteam, 1x (2024)